# Theretra perkeo
Theretra perkeo là một loài bướm đêm thuộc họ Sphingidae. Nó được tìm thấy ở arid areas phía bắc của equatorial forest belt, from Sénégal tới miền bắc Uganda.
Chiều dài cánh trước là 19–21 mm. Nó có màu nâu hồng. Cánh sau màu nâu hồng đồng nhất.